# 伊藤茂八郎
伊藤 茂八郎（いとう もはちろう、1892年（明治25年）5月 - 1985年（昭和60年））は、日本の実業家。初代三興線材工業社長。第2代伊藤忠兵衛基金理事長。

## 人物
滋賀県犬上郡豊郷町生まれ。1911年滋賀県立彦根中学校（滋賀県立彦根東高等学校）卒業。1915年神戸高等商業学校（現神戸大学）卒業。1916年伊藤家に入籍。1917年東京高等商業学校（現一橋大学）専攻部卒業。
1920年の欧米への視察出張中設立された大同貿易の取締役に就任。1928年伊藤忠商事取締役。1934年伊藤忠商事取締役支店事務管掌。1937年伊藤忠商事取締役為替管理部長兼輸入部監督兼羊毛雑品部長。1939年伊藤忠商事取締役総務部長。
1941年に伊藤忠商事、丸紅商店、岸本商店が合併して三興になると、同社取締役事業部長、台湾紡績取締役。1943年に三興線材工業が設立されると、同社初代社長に就任。1952年伊藤忠商事監査役。1963年三興線材工業会長。1964年伊藤忠兵衛基金理事長。

## 親族
醬油並酒造業・滋賀県多額納税者藤沢茂右衛門は兄。妻の須磨は養父伊藤忠三元丸紅商店会長の長女。